# アサイラム (映画会社)
アサイラム（The Asylum）は、アメリカ合衆国のカリフォルニア州にある映画製作スタジオ兼映画配給会社である。1997年に映画プロデューサーのデヴィッド・マイケル・ラット、デヴィッド・リマゥイー、シェリー・ストレインの3人によって設立された。

## 概要

### 会社構成
以下の3部門から構成される。
- グローバル・アサイラム（The Global Asylum）
海外配給を担当。
- アサイラム・ホーム・エンターテインメント（The Asylum Home Entertainment）
アメリカ合衆国内の配給を担当。
- アサイラム・スタジオ（The Asylum Studios）
映画の製作を担当。

### 作品の特徴
低予算かつ短期間で撮影する低コストの作品（いわゆるB級映画）を大量に製作している。ビデオスルーではなく劇場公開を前提としないオリジナルビデオ映画が中心である。表現・演出面では過剰なスプラッター描写や、エロティックな場面を盛り込む傾向にある。
大手映画会社の製作する有名タイトルへの便乗・模倣（モックバスター）が多いのも特徴である。2012年12月11日に『Age of the Hobbits』をリリースする予定であったが、わずか3日違いの2012年12月14日に劇場公開となっていたワーナー・ブラザースの『The Hobbit: An Unexpected Journey（ホビット 思いがけない冒険）』のモックバスターであるとして訴えられて敗訴し、『Clash of the Empires（リトル・キングダム〜《小さき者》たちの大きな冒険〜）』と改題した上で2013年のリリースとなった。このような経緯があったにもかかわらず、2014年に製作したTVドラマ『Zネーション』はワーナー・ブラザースが配給を引き受けている。
日本の配給会社（ニューセレクトなど）からの提示された要求を取り入れた映画（『メガ・シャークVSジャイアント・オクトパス』など）も多く、国別の売り上げ比率も日本が多い。また日本のみ劇場公開となる作品もある。

### 評価
国内外を問わず、総じて酷評される傾向にある。「粗製濫造」「盗作」といった批判も少なくない。本国アメリカにおいては、2006年7月にNBCの番組内で取り上げられ、共同設立者のデヴィッド・マイケル・ラットら関係者が出演し、議論が繰り広げられた。その一方で、Syfyにて放映された単発長編テレビドラマ『シャークネード』は、オリジナリティーもあって高評価を獲得しシリーズ化され、完結編にあたる第6作は日本限定で劇場公開されている（4DX上映のみ）。

## 製作・配給映画
- 本項では、主に製作、配給の両方を担当した映画について記述する。
- 邦題は左に、原題は（ ）の中に記す。日本に輸入されていない作品は、原題のみを表記。
- 便乗した作品（元ネタ）がある場合は、右の【 】の中に記す。

### 1997年
- 『フラッシュ&デッド （Killers）』

### 1999年
- 『Wildflower』

### 2000年
- 『ウルトラ・スパイ/マックス・ナイト （Max Knight: Ultra Spy）』

### 2002年
- 『案山子男 （Scarecrow）』
- 『Killers 2: The Beast』
- 『Until Death』

### 2003年
- 『案山子男2 復讐の雄叫び （Scarecrow Slayer）』
- 『キング・オブ・バイオレンス （King of the Ants）』

### 2004年
- 『デス・バレー 〜ブラッディ・ビルの復讐〜 （Death Valley: The Revenge of Bloody Bill）』
- 『EVIL NOTE イーブルノート （Evil Eyes）』　【DEATH NOTE デスノート】[4]

### 2005年
- 『リターン・オブ ヴァン・ヘルシング ネクスト・モンスターズ （Way of the Vampire）』　【ヴァン・ヘルシング】[4]
- 『H.G.ウェルズ 宇宙戦争 -ウォー・オブ・ザ・ワールド- （War of the Worlds）』　【宇宙戦争（War of the Worlds）】
- 『デッドマンズ・プリズン DEAD MAN'S PRISON （Dead Men Walking）』
- 『インターメディオ （Intermedio）』
- 『リージョン・オブ・ザ・デッド 〜ミイラ再生〜 （Legion of the Dead）』
- 『キング・オブ・ロストワールド （King of the Lost World）』　【失われた世界（The Lost World）】【キング・コング（2005）（King Kong）】
- 『アサルトD （Shapeshifter）』
- 『フランケン・ライジング （Frankenstein Reborn）』
- 『Jolly Roger -レジェンド・オブ・パイレーツ- （Jolly Roger: Massacre at Cutter's Cove）』
- 『ザ・ビースト 〜ブレイロードの悪夢〜 （The Beast of Bray Road）』
- 『エイリアン シンドローム （Alien Abduction）』

### 2006年
- 『ゲイル・バワーズ （Exorcism: The Possession of Gail Bowers）』　【エミリー・ローズ（The Exorcism of Emily Rose）】　※日本の配給会社による便乗の可能性あり。
- 『666： The Child （666: The Child）』　【オーメン（リメイク）（The Omen）】
- 『ダ・ヴィンチ トレジャー （The Da Vinci Treasure）』　【ダ・ヴィンチ・コード（The Da Vinci Code）】
- 『THE 911 （The 9/11 Commission Report）』
- 『パイレーツ・オブ・トレジャーアイランド （Pirates of Treasure Island）』　【パイレーツ・オブ・カリビアン/デッドマンズ・チェスト（Pirates of the Caribbean: Dead Man's Chest）】
- 『アンダーブラッド （Dracula's Curse）』
- 『スネークトレイン （Snakes on a Train）』　【スネーク・フライト（Snakes on a Plane）】
- 『ブレイブ・サーガ -ドラゴン戦記- （Dragon）』　【エラゴン 遺志を継ぐ者（Eragon）】
- 『ファナティック （Halloween Night）』
- 『夕闇にベルが鳴る （When a Killer Calls）』　【ストレンジャー・コール（When a Stranger Calls）】
- 『Hillside Cannibals』　【ヒルズ・ハブ・アイズ（The Hills Have Eyes）】

### 2007年
- 『トランスモーファー -人類最終戦争- （Transmorphers）』　【トランスフォーマー（Transformers）】
- 『ヒッチャー08 （The Hitchhiker）』　【ヒッチャー（The Hitcher）】
- 『侵略 （Invasion of the Pod People）』 【インベージョン（The Invasion）】
- 『ディノクロコダイル （Supercroc）』
- 『アポカリプス 地球最後の日 （The Apocalypse）』
- 『ユニバーサル・ソルジャーズ -アルティメット- （Universal Soldiers）』　【ユニバーサル・ソルジャー（ Universal Soldier）】
- 『インパクト・ゼロ （30,000 Leagues Under the Sea）』　【海底二万里（Twenty Thousand Leagues Under the Sea）】
- 『FREAKSHOW -フリークショウ- （Freakshow）』　【フリークス（Freaks）】
- 『エイリアンVSエイリアン （Alien vs. Hunter）』　【AVP2 エイリアンズVS.プレデター（Aliens vs. Predator: Requiem）】
- 『アイ・アム・オメガ （I Am Omega）』　【アイ・アム・レジェンド（I Am Legend）】

### 2008年
- 『紀元前1億年 （100 Million BC）』　【紀元前1万年（10,000 BC）】
- 『2012 （2012 Doomsday）』　【2012（原題）】
- 『バトルフィールド TOKYO （Monster）』　【クローバーフィールド/HAKAISHA（Cloverfield）】
- 『Street Racer』　【ワイルド・スピード（The Fast And The Furious）】
- 『Allan Quatermain and the Temple of Skulls』　【インディ・ジョーンズ/クリスタル・スカルの王国（Indiana Jones and the Kingdom of the Crystal Skull）】
- 『地球が静止した日 (The Day the Earth Stopped)』【地球が静止する日 (The Day the Earth Stood Still)】

### 2011年
- 『 バトル・オブ・ロサンゼルス (Battle of Los Angeles）』　【世界侵略: ロサンゼルス決戦（Battle: Los Angeles）】
- 『ストリートレーサー MEGA MAX （200 MPH）』　【ワイルド・スピード MEGA MAX（Fast Five）】※日本の配給会社による便乗の可能性あり。

### 2012年
- 『リンカーンvsゾンビ （Abraham Lincoln vs. Zombies）』　【リンカーン/秘密の書（Abraham Lincoln: Vampire Hunter）】
- 『ダブルヘッド・ジョーズ （2-HEADED SHARK ATTACK）』　※サメ映画

### 2013年
- 『バトル・オブ・アトランティス（Atlantic Rim）』【パシフィック・リム (Pacific Rim)】

### 2014年
- 『エクスペンダブル・レディズ （Mercenaries）』【エクスペンダブルズ3 ワールドミッション（The Expendables 3）】

### 2015年
- 『トリプルヘッド・ジョーズ （3-HEADED SHARK ATTACK）』　※サメ映画

### 2018年
- 『アトランティック・リム （Atlantic Rim: Resurrection）』【パシフィック・リム: アップライジング（Pacific Rim: Uprising）】
- 『グリム・アベンジャーズ タイム・ウォーズ （Avengers Grimm: Time Wars）』【アベンジャーズ/インフィニティ・ウォー（Avengers: Infinity War）】

### 2019年
- 『ロード・オブ・モンスターズ （Monster Island）』【ゴジラ キング・オブ・モンスターズ（Godzilla: King of the Monsters）】

## 製作テレビドラマ

### 2013年
- 『シャークネード （Sharknado）』(テレビ東京放映時邦題『シャークネード サメ台風』)

### 2014年
- 『シャークネード カテゴリー2 （Sharknado 2: The Second One）』(テレビ東京放映時邦題『シャークネード サメ台風2号』)

### 2015年
- 『シャークネード エクストリーム・ミッション （Sharknado 3: Oh Hell No!）』

### 2016年
- 『シャークネード4 （Sharknado: The 4th Awakens）』(テレビ東京放映時邦題『シャークネード4（フォース） サメ覚醒』)

### 2017年
- 『シャークネード5 ワールド・タイフーン （Sharknado 5: Global Swarming）』

### 2018年
- 『シャークネード ラスト・チェーンソー 4DX （The Last Sharknado: It's About Time）』
この作品のみ、日本限定で劇場公開されている(4DX上映のみ)。ユナイテッド・シネマでは、当初2週間限定上映の予定だったが、好評につき3日から1週間延長された。

## 常連スタッフ＆出演者
主な役職を右に記す。
- デヴィッド・マイケル・ラット（製作、監督、脚本、編集、VFX（視覚効果））
- デヴィッド・リマゥイー（製作、製作総指揮）
- シェリー・ストレイン（製作）
- リー・スコット（監督、脚本）　※リー・スローナーは同一人物。
- マーク・アトキンス（監督、撮影）
- ピーター・マーヴィス（監督、脚本）
- エリック・フォースバーグ（監督、脚本）
- カルロス・デ・ロス・リオス（脚本）
- スティーヴン・パーカー（撮影）
- グリフ・ファースト（監督、出演）
- ジャスティン・ジョーンズ（監督、出演）
- ポール・ベイルズ（監督、脚本、製作総指揮）
- エリザ・スウェンソン（音楽、出演）
- メル・ルイス（音楽）
- キム・リトル（出演）
- ジェフ・デントン（出演）
- トーマス・ダウニー（出演）　※トム・ダウニーは同一人物。
- レット・ガイルズ（出演）
- サラ・リーヴィング（出演）

### 英語サイト
- The Asylum's official website （アサイラム公式サイト）
- David Michael Latt's MySpace page （デヴィッド・マイケル・ラット個人ページ）
- The Asylum - IMDb
  - The Global Asylum - IMDb
  - The Asylum Home Entertainment - IMDb
- David Michael Latt - IMDb（英語）
- David Rimawi - IMDb（英語）
- Sherri Strain - IMDb（英語）

### 日本語サイト
- アサイラム・アワー - 映画専門チャンネル ムービープラス
- デヴィッド・マイケル・ラット - allcinema
- デヴィッド・リマゥイー - allcinema
- シェリー・ストレイン - allcinema